# Pierric Poupet
Pierric Poupet, né le 18 août 1984 à Mont-Saint-Aignan en Seine-Maritime, est un joueur et entraîneur français de basket-ball. Il évoluait au poste de meneur.

## Biographie
Passé par le Limoges CSP lors de la saison 2003-2004, aux côtés de joueurs comme Yann Bonato, Gregor Hafnar ou Franck Mériguet.
Durant l'été 2009, il signe au SPO Rouen. Le 6 juin 2012, alors qu'il lui reste un an de contrat, il décide de quitter le club.
Le 14 juin 2012, il signe au Champagne Châlons Reims Basket. Le 29 juin 2013, alors qu'il lui reste un an de contrat, il décide de quitter Châlons-Reims.
Le 30 juin 2013, il signe à Denain. Le 16 juin 2014, il active sa clause libératoire et quitte Denain.
Le 8 juillet 2014, il part à Orchies.
Le 9 juillet 2016, Pierric retourne à Denain pour la saison 2016-2017. Il reste à Denain pour la saison 2017-2018 en tant que joueur, et commence sa carrière d'entraîneur avec les U18 France Élite.
Poupet rejoint l'encadrement de l'ASVEL Lyon-Villeurbanne et est entraîneur adjoint au début de la saison 2023-2024. Quand Gianmarco Pozzecco est limogé en janvier 2024, Poupet est nommé entraîneur de l'équipe.

## Carrière
- 1994-1995 :  Stade sottevillais CC (benjamins - poussin surclassé)
- 1995-1999 :  Mont-Saint-Aignan BC (benjamins puis minimes)
- 1999-2002 :  AS Golbey-Épinal (cadets puis espoirs)
- 2002-2003 :  AS Golbey-Épinal (Pro B)
- 2003-2004 :  Limoges CSP (Pro A)
- 2004-2006 :  JL Bourg-en-Bresse (Pro A)
- 2006-2007 :  Entente orléanaise (Pro A)
- 2007-2009 :  Chorale de Roanne (Pro A)
- 2009-2010 :  SPO Rouen (Pro A)
- 2010-2012 :  SPO Rouen (Pro B)
- 2012-2013 :  Champagne Châlons-Reims (Pro B)
- 2013-2014 :  ASC Denain-Voltaire (Pro B)
- 2014-2016 :  BC Orchies (Pro B)
- 2016-2020 :  ASC Denain-Voltaire (Pro B)

## Palmarès

### En club
- 2008 : Vice-champion de France de Pro A